# Filamine A
La filamine A est la principale isoforme des filamines, protéines se fixant sur l'actine et stabilisant la structure tridimensionnelle de cette dernière. Son gène est le FLNA situé sur le chromosome X humain. 

## Rôles
Outre son rôle de stabilisation de l'actine, elle intervient dans les jonctions intercellulaires et dans la fonction endothéliale.
Elle interagit avec le HIF-1α (« hypoxia-inducible factor-1α ») en cas d'hypoxie.

## Génétique
La mutation de son gène est retrouvée dans plusieurs syndromes malformatifs :
- le syndrome oto-palato-digital de type I et II ;
- la dysplasie frontométaphysaire ;
- le syndrome de Melnick-Needles ;
- l'hétérotopie nodulaire héréditaire liée à l'X.

Elle peut également causer une valvulopathie cardiaque ou une thrombopénie isolée.